# Cylindromyia eronis
Cylindromyia eronis là một loài ruồi trong họ Tachinidae.